# Comitán
Comitán de Domínguez is een stad in de Mexicaanse deelstaat Chiapas. Volgens de census van 2000 had de stad 70.311 inwoners. Comitán de Domínguez is de hoofdplaats van de gelijknamige gemeente.

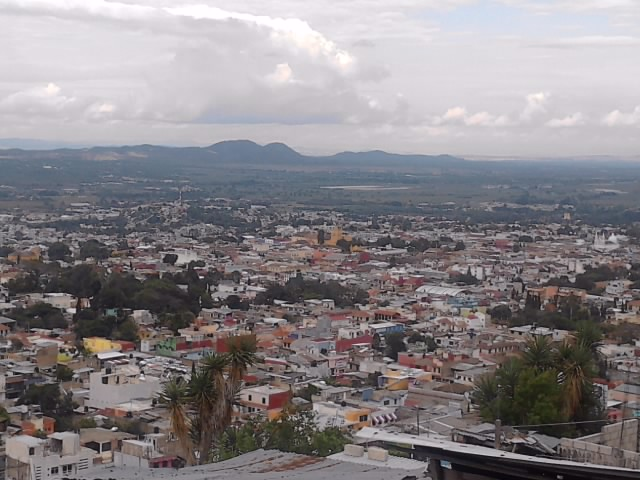
Comitán de Domínguez

De plaats werd (en wordt) door de Maya Balún Canán genoemd. In 1822 werd hier de (kortstondige) onafhankelijkheid van Chiapas uitgeroepen.
Bekendste inwoner uit Comitán was Dr. Belisario Domínguez, die na de machtsgreep van generaal Victoriano Huerta in het congres een toespraak hield waarin hij Huerta veroordeelde en hem een dictator noemde. Enkele dagen later werd Domínguez vermoord. Comitán de Domínguez is naar hem genoemd. Ook generaal Absalón Castellanos Domínguez werd hier geboren.

## Geboren
- Belisario Domínguez (1863-1913), dokter en politicus
- Absalón Castellanos Domínguez (1923-2017), generaal en politicus
- Irma Serrano (1933-2023), zangeres, actrice en politica